# Mjöbäcks församling
Mjöbäcks församling var en församling i Mjöbäcks pastorat i Kinds kontrakt i Göteborgs stift. Församlingen låg i Svenljunga kommun i Västra Götalands län. Församlingen uppgick 2014 i Mjöbäck-Holsljunga församling.

## Administrativ historik
Församlingen har medeltida ursprung. 
Församlingen var till 2014 moderförsamling i pastoratet Mjöbäck och Holsljunga som till 1971 även omfattade Älvsereds församling. Församlingen uppgick 2014 i Mjöbäck-Holsljunga församling.

## Kyrkor
- Mjöbäcks kyrka
- Överlida kapell